# Lucian Stupineanu
Lucian Stupineanu (n. Stapmann; n. 27 februarie 1914 – d. 21 aprilie 1953, închisoarea Văcărești) a fost șeful serviciilor secrete din România în perioada 12 iulie 1945 - ianuarie 1947.

## Biografie
De profesie avocat, a absolvit Facultatea de drept de la Roma în 1937.
În aprilie 1944 a trecut linia frontului și a ajuns în URSS de unde a revenit ca șef al secției de cercetare din divizia Tudor Vladimirescu.
Din decembrie 1944 și până în ianuarie 1948 a fost consilier la secretariatul personal al lui Emil Bodnăraș de la CC al PCR. Pentru scurt timp a fost secretar general la președinția Consiliului de Miniștri (7 decembrie 1946 - ianuarie 1947). Emil Bodnăraș l-a însărcinat cu reformarea SSI, astfel încât în perioada iulie 1945 - ianuarie 1947 Lucian Stupineanu a fost directorul general al Serviciului Special de Informații, cu gradul de colonel. Stupineanu a fost înlocuit la conducerea SSI de Serghei Nikonov (Sergiu Nicolau).
în 1947, imediat după numire, Nikonov l-a trimis la Paris pe șeful său de cabinet pentru a confirma anumite informații despre Stupineanu. Conform lui Titu Simon, informațiile culese de la Paris ar fi dus la concluzia că Stupineanu intenționa să plece din țară, fiind pus sub urmărire din acel moment. Titu Simon a lucrat sub comanda lui Serghei Nikonov când acesta a preluat conducerea Direcției Informațiilor Militare din M.St.M. în martie 1954. Cel mai probabil, detaliile despre Stupineanu le-a aflat direct de la Nikonov. Titu Simon relatează și o discuție din octombrie 1988, în care Nikonov i-a mărturisit convingerea sa că Bodnăraș fusese recrutat pe când era tânăr locotenent de un șef de secție al SSI, Georgescu. Acest Georgescu a fost de fapt Florin Becescu, șef al Secției Contraspionaj din SSI între 1937-1941, conform mărturiei lui Traian Borcescu. Repus în funcție în iulie 1945, Florin Becescu a fost executat în 1947, la sugestia sovieticilor, din ordinul lui Bodnăraș, fără a putea fi anchetat de Nikonov.
Cum Stupineanu fusese consilierul lui Bodnăraș, cel care îl și numise șef al SSI, arestarea sa la 5 martie 1948 pentru intenție de fugă în occident, trebuie legată de încercarea lui Nikonov de a obține dovezi împotriva lui Bodnăraș. Anchetarea lui Stupineanu este posibil să fi avut loc la Malmaison, unde Biroul Juridic al SSI condus de col. Filipescu dispunea de 30 de celule și birouri de anchetă.
Florin Rădulescu l-a întâlnit în infirmeria închisorii Aiud în 1952. Lucian Stupineanu era complet paralizat. În memoriile sale, scrise după eliberarea din 1954 și confiscate de Securitate în 1959, Florin Rădulescu amintește de opinia profesorului Tomescu, neurolog, deținut și el la Aiud: Stupineanu sau este înnebunit din cauza bătăilor și chinurilor, sau simulează perfect nebunia. Florin Rădulescu adaugă: Era anchetat aproape săptămânal de trimiși ai Securității de la București, dar după câte mi-au mărturisit vecinii de pat și profesorul Tomescu, păstra o permanentă muțenie și liniște. Din când în când exclama doar aceste cuvinte: "Emile! Te-am servit până la moarte." 
Florin Rădulescu cunoștea situația lui Stupineanu încă dinainte de a fi arestat (în 1950) de la un anume lt. Valeriu Avram, prieten și camarad cu Stupineanu care după război lucrase în diplomație la Budapesta. Îmi istorisise multe despre acest inimos, inteligent și patriot Stupineanu - Ștefănescu. Mai mult, îl cunoscuse personal pe Stupineanu în aprilie 1944: Fusese ofițer de rezervă într-unul din batalioanele de vânători de munte ale brigăzii mele 18 VM. Prin luna mai dezertase la sovietici. Se parașutase prin august în sectorul diviziei noastre 18 Munte cu alți comuniști veniți din Rusia.
Pe 25 martie 1953 o dubă CF cu deținuți urma să plece din gara Aiud spre București. Florin Rădulescu a ajutat la transportul lui Stupineanu de la închisoare la gară. Călătoria, în condiții infernale, a durat trei zile. La închisoarea Văcărești s-a făcut triajul: cei muribunzi la spitalul închisorii, cei nebuni la Spitalul de boli nervoase, iar cei care se mai țineau pe picioare, în lagărul-închisoare Ghencea. Înainte de plecare la Ghencea, profitând de lipsa de vigilență a gardienilor, am putut să-i strecor lui Stupineanu un pachet de țigări, să-i comunic repede cele ce știam despre soția și copilul lui, dându-i și câteva cuvinte de încurajare la rezistență dârză (...) De atunci nu l-am mai văzut pe Stupineanu și nici nu mai știu ce s-a ales cu el. Fie că a fost trimis la "spitalul de nebuni", fie că a terminat cu viața aceasta prin vreo celulă grea de represalii sau prin vreun crematoriu comunist din țară sau din Rusia.
Conform certificatului de moarte nr. 684, Lucian Stupineanu a decedat la 21 aprilie 1953 de tuberculoză și anemie.
Începând din 30 august 1948, a îndeplinit funcția de șef al Direcției Spionaj Economic a Direcției Generale a Securității Poporului.